# Sinularia verrucosa
Sinularia verrucosa is een zachte koraalsoort uit de familie Alcyoniidae. De koraalsoort komt uit het geslacht Sinularia. Sinularia verrucosa werd in 1970 voor het eerst wetenschappelijk beschreven door Tixier-Durivault. 